# Leptomesosa langana
Leptomesosa langana là một loài bọ cánh cứng trong họ Cerambycidae.